# Alex Acker
Alex Acker (Compton, 21 januari 1983) is een Amerikaans professioneel basketbalspeler.

## Carrière
Acker speelde in zijn studietijd voor de Pepperdine University. Hij werd als laatste door de Detroit Pistons geselecteerd in de tweede ronde van de NBA Draft in 2005. Hij tekende bij de Detroit Pistons maar werd in 2006 uitgeleend aan de Fayetteville Patriots. In het seizoen 2006/07 speelde Acker voor Olympiakos Piraeus, het volgende seizoen spendeerde hij bij FC Barcelona. Na deze passage in Europa keerde Acker terug naar de Pistons maar hij werd opnieuw uitgeleend, ditmaal aan de Fort Wayne Mad Ants. Hij tekende in 2009 voor de rest van het seizoen bij de Los Angeles Clippers.
Voor het seizoen 2009/2010 speelde hij opnieuw in Europa, nu voor het Italiaanse Olimpia Milano in de EuroLeague. Van 2010 tot 2012 verdedigde hij de kleuren van het Franse Le Mans Sarthe en daarna van het Poolse Arka Gdynia. Hij tekende in 2013 bij het Franse Boulazac Basket Dordogne maar vertrok al snel naar LDLC ASVEL. Tijdens het seizoen 2013/2014 speelde hij bij Limoges CSP waarmee hij de Franse landstitel behaalde. Daarna trok Acker naar het Turkse İstanbul Büyükşehirn. Hij keerde in 2015 terug naar de Franse club LDLC ASVEL.
In 2015 tekende hij dan voor de tweede keer bij een Italiaanse club namelijk SS Felice Scandone. In deze periode trouwt Acker met een Italiaanse en verkrijgt hij ook een Italiaans paspoort. In het seizoen 2016/2017 speelde hij dan voor Pallacanestro Cantù en daarna voor het Griekse Apollon Patras BC en het Franse ALM Évreux Basket. Hij stopte in 2018 met basketballen, maar keerde in 2020 terug in de Italiaanse vierde klasse bij Gallarate Basket waar hij tevens ook de eerste coachervaring meekrijgt van Paolo Remonti.

## Statistieken

### NBA
| Seizoen | Team                 | WG | WS | MPW | 2P%  | 3P%  | FW%  | RPW | APW | SPW | BPW | PPW |
| ------- | -------------------- | -- | -- | --- | ---- | ---- | ---- | --- | --- | --- | --- | --- |
| 2005/06 | Detroit Pistons      | 5  | 0  | 7,0 | 25,0 | 20,0 | 0,0  | 1,0 | 0,8 | 0,2 | 0,0 | 1,8 |
| 2008/09 | Detroit Pistons      | 7  | 0  | 2,9 | 36,4 | 0,0  | 50,0 | 0,3 | 0,1 | 0,3 | 0,1 | 1,3 |
| 2008/09 | Los Angeles Clippers | 18 | 0  | 9,9 | 40,0 | 43,8 | 50,0 | 1,2 | 0,6 | 0,2 | 0,2 | 3,5 |
| Totaal  | Totaal               | 30 | 0  | 7,8 | 37,0 | 32,0 | 50,0 | 1,0 | 0,5 | 0,2 | 0,1 | 2,7 |

### EuroLeague
| Seizoen | Team               | WG | WS | MPW  | 2P%  | 3P%  | FW%  | RPW | APW | SPW | BPW | PPW  |
| ------- | ------------------ | -- | -- | ---- | ---- | ---- | ---- | --- | --- | --- | --- | ---- |
| 2006/07 | Olympiakos Piraeus | 22 | 22 | 32,6 | 49,2 | 31,8 | 86,8 | 5,6 | 2,4 | 1,6 | 0,4 | 14,3 |
| 2007/08 | FC Barcelona       | 22 | 17 | 17,3 | 47,7 | 27,9 | 82,1 | 1,9 | 0,7 | 0,7 | 0,2 | 5,5  |
| 2009/10 | Olimpia Milano     | 4  | 4  | 27,3 | 54,2 | 22,2 | 37,5 | 2,8 | 1,5 | 1,5 | 0,3 | 8,8  |
| 2012/13 | Arka Gdynia        | 9  | 7  | 22,5 | 30,0 | 38,1 | 81,8 | 2,7 | 0,7 | 0,3 | 0,1 | 6,3  |
| Totaal  | Totaal             | 57 | 50 | 24,7 | 46,9 | 30,7 | 82,6 | 3,5 | 1,4 | 1,1 | 0,2 | 9,2  |

### EuroCup
| Seizoen | Team                  | WG | WS | MPW  | 2P%  | 3P%  | FW%  | RPW | APW | SPW | BPW | PPW  |
| ------- | --------------------- | -- | -- | ---- | ---- | ---- | ---- | --- | --- | --- | --- | ---- |
| 2010/11 | Le Mans Sarthe Basket | 11 | ?  | 26,8 | 55,4 | 43,3 | 78,4 | 3,1 | 3,2 | 0,9 | 0,0 | 13,6 |
| 2011/12 | Le Mans Sarthe Basket | 6  | ?  | 26,0 | 41,7 | 15,8 | 75,0 | 3,3 | 2,2 | 0,5 | 0,5 | 9,7  |